# Гагарин, Константин Дмитриевич
Князь Константин Дмитриевич Гагарин (1843—1916) — сенатор, Тифлисский и Рязанский губернатор. Тайный советник.

## Биография
Происходил из рода Гагариных. Родился 18 (30) ноября 1841 года в семье генерал-майора Дмитрия Гагарина.
В апреле 1857 года вступил в службу юнкером в 28 флотский экипаж; с 1859 года — унтер-офицер. Переведён во 2-ю флотилию, в составе команды фрегата «Дмитрий Донской» был в практическом плавание. В 1864 году произведён в чин лейтенанта.
В 1872 году коллежским асессором переведён на службу в Министерство внутренних дел и в 1873 году назначен Калужским вице-губернатором, а в 1875 году Кутаисским вице-губернатором.
С 8 января 1878 года по 3 ноября 1883 года Тифлисский губернатор; с 30 августа 1880 года — действительный статский советник.
С 3 ноября 1883 года по 1 января 1886 года занимал должность Рязанского губернатора.
В 1886 году назначен товарищем министра внутренних дел и членом совета по тюремным делам; с 1 января состоял в чине тайного советника. В 1887 году был избран почётным членом Археологического института.
В 1889 году (10 мая) назначен сенатором и в том же году избран почётным членом Ветеринарного комитета.
В 1890 году назначен присутствовать в 4-м департаменте Правительствующего Сената, в том же году перемещен в межевой департамент, а в 1894 году во 2-е общее собрание Правительствующего Сената.
Скончался в 1916 году; по другим источникам — в августе 1920 года в Крыму.
Жена (с 30.04.1873, Афины) — Елена Алкивиадовна Аргиропуло (1849—1909), дочь греческого майора артиллерии.

## Награды
Был награждён высшими орденами Российской империи.